# Jaap Bulder
Jacob ("Jaap") Eisse Bulder (Groningen, 27 september 1896 – Leiderdorp, 30 april 1979) was een Nederlands voetballer die als aanvaller speelde.

## Clubvoetbal
Bulder speelde bij Be Quick waarmee hij elfmaal kampioen van het noorden werd en waarmee hij in 1920 ook het landskampioenschap veroverde. Hij debuteerde op 23 oktober 1910, een maand na zijn 14e verjaardag, in de uitwedstrijd tegen WVV en maakte een week later zijn eerste doelpunt tegen Forward. Bulder scoorde in de noordelijke competitie van 1919/1920, die aan de landstitel vooraf ging, 59 doelpunten in 16 wedstrijden. Na de uitwedstrijd tegen Feyenoord op 9 juni 1924 begon hij, pas getrouwd, aan zijn maatschappelijke carrière te Zwolle. Nadat hij een studie geneeskunde te Groningen niet af kon maken omdat hij niet tegen bloed bleek te kunnen, is Bulder gaan studeren aan de Nederlandsche Handels-Hogeschool te Rotterdam, tegenwoordig de Erasmus Universiteit. Voor de wedstrijden kwam hij elk weekeinde trouw over uit Rotterdam.
Het voetballen was na de zomer van 1924 vrijwel gedaan. Sporadisch kwam Jaap af en toe nog eens in actie. Zijn laatste competitiewedstrijd speelde hij op 9 april 1928 thuis tegen Frisia. "De groote pooder" (man met grote voeten), zoals zijn bijnaam luidde, was de schrik van de noordelijke voetbalvelden. Naast een ragfijne techniek beschikte hij tevens over een zeer hard schot. Uiteindelijk scoorde hij meer dan 300 competitiedoelpunten.

## Vertegenwoordigend voetbal
Tussen 1920 en 1923 speelde hij zes wedstrijden in het Nederlands voetbalelftal waarbij hij ook zes doelpunten maakte. Hij nam deel aan de Olympische Zomerspelen in 1920 en scoorde drie keer op dat toernooi. Hij was om disciplinaire redenen geschorst voor de wedstrijd om de zilveren en bronzen medaille. Nederland won brons en in die wedstrijd speelde zijn oudere broer Evert Jan zijn enige interland.
Jaap Bulder kwam regelmatig uit in het noordelijk elftal, waaronder viermaal in de semi-interland tegen het elftal van Noord-Duitsland, het jaarlijkse hoogtepunt van het noordelijke voetbalseizoen.
Bulder kwam ook vijfmaal uit in het elftal van De Zwaluwen, onder andere in de kersttoer naar Parijs in 1923.

## Erelijst
| Nationaal                   |     |                                                                  |
| Kampioen van Nederland      | 1x  | 1920                                                             |
| Regionaal                   |     |                                                                  |
| Kampioen van het noorden    | 11x | 1915, 1916, 1917, 1918, 1919, 1920, 1921, 1922, 1923, 1924, 1926 |
| Groninger Dagbladbeker      | 4x  | 1914, 1919, 1922, 1923                                           |
| Individueel (vanaf 1912/13) |     |                                                                  |
| Clubtopscorer               | 11x | 1913-1924                                                        |
| Topscorer van het noorden   | 11x | 1913-1924                                                        |